# Sygnatura akt
Sygnatura akt (w skrócie: sygn. akt) – alfanumeryczne oznaczenie akt danej sprawy rozpoznawanej przez sąd, a także przez inny organ władzy publicznej. Oznaczenie to służy jako identyfikator sprawy i jednocześnie zawiera w sobie najważniejsze informacje o rodzaju sprawy i trybie postępowania.

## Polska

### Sądy

#### Sądy powszechne
W sądach powszechnych zasady ustalania sygnatury akt określa Minister Sprawiedliwości w drodze zarządzenia.
Sygnatura akt składa się z:
1. cyfry rzymskiej, określającej wydział danego sądu, w którym sprawa się toczy;
  1. jeżeli wydział dzieli się dodatkowo na sekcje, to dodaje się cyfrę arabską określającą daną sekcję;
2. oznaczenia repertorium (ewentualnie wykazu);
3. numeru porządkowego, pod jakim dana sprawa została zarejestrowana w repertorium w danym roku;
4. ostatnich dwóch cyfr oznaczenia roku, w którym akta zostały założone – po znaku łamania „/”[2].

Przykładowo: sygnatura akt I 2 C 24/97 (albo: I.2.C.24/97) oznacza sprawę rozpoznawaną przez 2. sekcję wydziału I danego sądu, zarejestrowaną w repertorium „C” (z czego wynika, że jest to sprawa cywilna rozpoznawana w procesie) pod pozycją 24, zaś akta sprawy zostały założone w 1997 roku (rok 1897 nie wchodzi w rachubę).
Jak wynika z powyższego, dla pełnej identyfikacji sprawy konieczna jest wiedza, jaki sąd ją rozpoznaje, gdyż sygnatury mają charakter niepowtarzalny jedynie w ramach jednego sądu i w okresie 100 lat. Ostatnie zastrzeżenie nie dotyczy jedynie numeracji ksiąg wieczystych, ponieważ te rejestrowane są w repertorium „Kw” z zachowaniem ciągłości numeracji w ramach danego sądu, bez względu na rok.

#### Sąd Najwyższy
W Sądzie Najwyższym zasady ustalania sygnatury akt określa Pierwszy Prezes Sądu Najwyższego, po zasięgnięciu opinii Kolegium Sądu Najwyższego, w drodze zarządzenia.
Sygnatura akt wpisanych do repertoriów, prowadzonych przez każdą Izbę Sądu Najwyższego, składa się z:
1. cyfry rzymskiej, określającej wydział;
2. oznaczenia repertorium;
3. numeru porządkowego, pod jakim dana sprawa została zarejestrowana w repertorium w danym roku;
4. ostatnich dwóch cyfr oznaczenia roku, w którym akta zostały założone – po znaku łamania „/”[4].

Przykładowo: sygnatura akt I KZP 17/22 oznacza sprawę rozpoznawaną przez wydział I Izby Karnej Sądu Najwyższego, zarejestrowaną w repertorium „KZP” (z czego wynika, że jest to sprawa przedstawiona w celu rozstrzygnięcia zagadnienia prawnego), zaś akta sprawy zostały założone w 2022 roku.

#### Sądy administracyjne
W sądach administracyjnych zasady ustalania sygnatury akt określa zarządzenie Prezesa Naczelnego Sądu Administracyjnego w sprawie ustalenia zasad biurowości w sądach administracyjnych.

##### Wojewódzkie sądy administracyjne
Sygnatura akt wpisanych do repertoriów elektronicznych, prowadzonych przez wszystkie wydziały wojewódzkich sądów administracyjnych, składa się z:
1. cyfry rzymskiej oznaczającej wydział;
2. oznaczenia literowego repertorium;
3. oznaczenia literowego siedziby sądu – po znaku łamania „/”;
4. numeru porządkowego, pod którym sprawa została wpisana do repertorium;
5. ostatnich dwóch cyfr oznaczenia roku, w którym akta założono – po znaku łamania „/”[6].

Przykładowo: sygnatura akt II SAB/Bk 11/04 oznacza sprawę rozpoznawaną przez wydział II Wojewódzkiego Sądu Administracyjnego w Białymstoku, zarejestrowaną w repertorium „SAB” (z czego wynika, że jest to sprawa wszczęta na skutek skargi na bezczynność organu administracji publicznej lub na przewlekłe prowadzenie postępowania przez ten organ, albo wszczęta na skutek skargi o wznowienie postępowania w tej sprawie) pod pozycją 11, zaś akta sprawy zostały założone w 2004 roku (rok 1904 nie wchodzi w rachubę).
W przeciwieństwie do sygnatury akt w sądach powszechnych, dla pełnej identyfikacji sprawy nie jest konieczna wiedza, jaki sąd ją rozpoznaje.

##### Naczelny Sąd Administracyjny
Sygnatura akt wpisanych do repertoriów elektronicznych, prowadzonych w każdej Izbie (wydziale orzeczniczym) Naczelnego Sądu Administracyjnego, składa się z:
1. cyfry rzymskiej oznaczającej wydział, jeżeli został utworzony;
2. oznaczenia literowego Izby (F – Izba Finansowa, G – Izba Gospodarcza, O – Izba Ogólnoadministracyjna);
3. oznaczenia literowego repertorium;
4. numeru porządkowego, pod którym sprawa została wpisana do tego repertorium;
5. ostatnich dwóch cyfr oznaczenia roku, w którym akta zostały założone – po znaku łamania „/”[6].

Przykładowo: sygnatura akt I FSK 20/04 oznacza sprawę rozpoznawaną przez wydział I Izby Finansowej Naczelnego Sądu Administracyjnego, zarejestrowaną w repertorium „SK” (z czego wynika, że jest to sprawa przedstawiona ze skargi kasacyjnej od orzeczenia wojewódzkiego sądu administracyjnego albo sprawa ze skargi o wznowienie postępowania) pod pozycją 20, zaś akta sprawy zostały założone w 2004 roku (rok 1904 nie wchodzi w rachubę).

### Prokuratura
W prokuraturze zasady ustalania sygnatury akt określa Minister Sprawiedliwości w drodze zarządzenia.
Sygnatura akt sprawy zawiera następujące elementy:
1. oznaczenie jednostki, wyrażone czterocyfrowym kodem identyfikacyjnym określonym odrębnym zarządzeniem Prokuratora Generalnego[9];
2. oznaczenie komórki organizacyjnej lub jej braku w jednostce, wyrażone cyframi arabskimi, określone odrębnym zarządzeniem Prokuratora Krajowego[10] albo kierownika jednostki;
3. oznaczenie literowe urządzenia, do którego sprawa została wpisana;
4. kolejny numer sprawy w roku kalendarzowym, wyrażony cyframi arabskimi;
5. cztery cyfry arabskie roku kalendarzowego, w którym sprawa została zarejestrowana[8].

Przykładowo: sygnatura akt 4102-1.Ds.55.2021 oznacza postępowanie zarejestrowane w Prokuraturze Rejonowej w Żorach w 1 Dziale Śledczym w repertorium „Ds” (obejmującym dochodzenia i śledztwa) jako 55. sprawę w 2021 roku.
Sygnatury akt postępowań prowadzonych w prokuraturze są niepowtarzalne w skali kraju.

## Austria i Niemcy
Sygnatura akt (niem. Aktenzeichen, w skrócie: Az.) sprawy sądowej składa się z:
1. numeru wydziału;
2. oznaczenia literowego repertorium;
3. numeru porządkowego, pod jakim dana sprawa została zarejestrowana w repertorium w danym roku;
4. ostatnich dwóch cyfr oznaczenia roku, w którym akta zostały założone – po znaku łamania „/”[11][12][13].

Przykładowo: sygnatura akt 3 C 420/05 oznacza sprawę rozpoznawaną przez wydział 3. danego sądu, zarejestrowaną w repertorium „C” (z czego wynika, że jest to sprawa cywilna rozpoznawana w pierwszej instancji) pod pozycją 420, zaś akta sprawy zostały założone w 2005 roku. W Republice Federalnej Niemiec zasady ustalania sygnatury akt różnią się w zależności od regionu, ale pozostają zbliżone.

## Czechy
Sygnatura akt (cz. spisová značka, w skrócie: sp. zn.) sprawy sądowej składa się z:
1. numeru wydziału;
2. oznaczenia literowego repertorium;
3. numeru porządkowego, pod jakim dana sprawa została zarejestrowana w repertorium w danym roku;
4. roku, w którym akta zostały założone – po znaku łamania „/”[14].

Przykładowo: sygnatura akt 54 C 217/2005 oznacza sprawę rozpoznawaną przez wydział 54. danego sądu, zarejestrowaną w repertorium „C” (z czego wynika, że jest to sprawa cywilna rozpoznawana w pierwszej instancji) pod pozycją 217, zaś akta sprawy zostały założone w 2005 roku.
Na końcu sygnatury akt można umieścić numer karty, aby zidentyfikować konkretny dokument, np. 54 C 217/2005-22.